# 1898 Ковелл
1898 Ковелл (1898 Cowell) — астероїд головного поясу, відкритий 26 жовтня 1971 року чехословацьким астрономом Любошем Когоутеком. Названий на честь британського астронома Філіпа Герберта Ковелла (Philip Herbert Cowell).
Тіссеранів параметр щодо Юпітера — 3,195.